# (178294) Wertheimer
(178294) Wertheimer – planetoida z grupy pasa głównego asteroid okrążająca Słońce w ciągu 3 lat i 332 dni w średniej odległości 2,48 j.a. Została odkryta 11 października 1990 roku w Karl Schwarzschild Observatory w Tautenburgu przez Freimuta Börngena i Lutza Schmadela. Nazwa planetoidy pochodzi od Egona Ranshofena-Wertheimera (1894-1957), austriackiego prawnika, dziennikarza i historyka. Została zaproponowana przez Freimuta Börngena. Przed nadaniem nazwy planetoida nosiła oznaczenie tymczasowe (178294) 1990 TA12.